# Joaquim Teixeira da Silva
Joaquim Teixeira da Silva (Angra do Heroísmo, 1870 — Angra do Heroísmo, 10 de Novembro de 1942) foi um político republicano que, entre outras funções, foi governador civil do Distrito Autónomo de Angra do Heroísmo e senador no Congresso da República. 

## Biografia
Empregou-se em 1896 na Alfândega de Angra, da qual seria depois director.
Militante do Partido Republicano Português, colaborou em O Tempo, periódico ligado àquele partido e à Maçonaria. Quando o partido esteve no poder foi governador civil do Distrito Autónomo de Angra do Heroísmo, primeiro de 24 de Maio de 1915 a 13 de Dezembro de 1917, e posteriormente de 4 de Julho de 1919 a 27 de Março de 1920.
Era governador civil quando a 9 de Março de 1916 Portugal entrou na Primeira Guerra Mundial, vendo-se obrigado a solicitar ao bispo de Angra, ao tempo D. Manuel Damasceno da Costa, a emissão de uma circular a recomendar ao clero paroquial que serenasse os ânimos da população açoriana, o que foi reforçado por uma carta pastoral divulgada pela Páscoa. Também por esta altura tomou a iniciativa de constituir em Angra do Heroísmo uma delegação da Cruz Vermelha Portuguesa, acção a que não será alheia a criação de um depósito de prisioneiros de guerra alemães na Fortaleza de São João Baptista.
Eleito senador em 1922, representou o círculo eleitoral de Angra do Heroísmo no Congresso da República.
Teve actividade cívica, sendo um dos fundadores da Cozinha Económica Angrense e provedor da Santa Casa da Misericórdia de Angra do Heroísmo. 
Durante o regime do Estado Novo, as suas ligações aos republicanos e maçons levaram a que fosse implicado na Revolta das Ilhas, em Abril de 1931, sendo-lhe o processo posteriormente arquivado.